# Park Burn (South Tyne)
Der Park Burn ist ein Wasserlauf in Northumberland in England. Er entsteht östlich von Coanwood aus dem Zusammenfluss von Fell Burn und Coanwood Burn. Er fließt in nördlicher Richtung bis zu seiner Mündung in den River South Tyne westlich von Haltwhistle.